# Gerhard Munthe (festő)
Gerhard Munthe (Elverum,  Norvégia, 1849. július 19. – Lysaker (ma Bærum község része), 1929. január 15.) norvég festő és illusztrátor.

## Élete

### Magánélete
A festő Elverum-ban született, egy Norvégiában található kisvárosban. Apja, Christopher Pavels Munthe (1816–1884) fizikusként munkálkodott, anyja, Christine Margrethe Pavels Aabel (1827–1887) volt. Három testvére volt, idősebb bátyja, Hartvig Andreas Munthe, történész és katonasági hivatalnok, nővére, Margrethe Munthe, író és fiatalabb öccse, Carl Oscar Munthe katonasági hivatalnok volt.

## Galéria

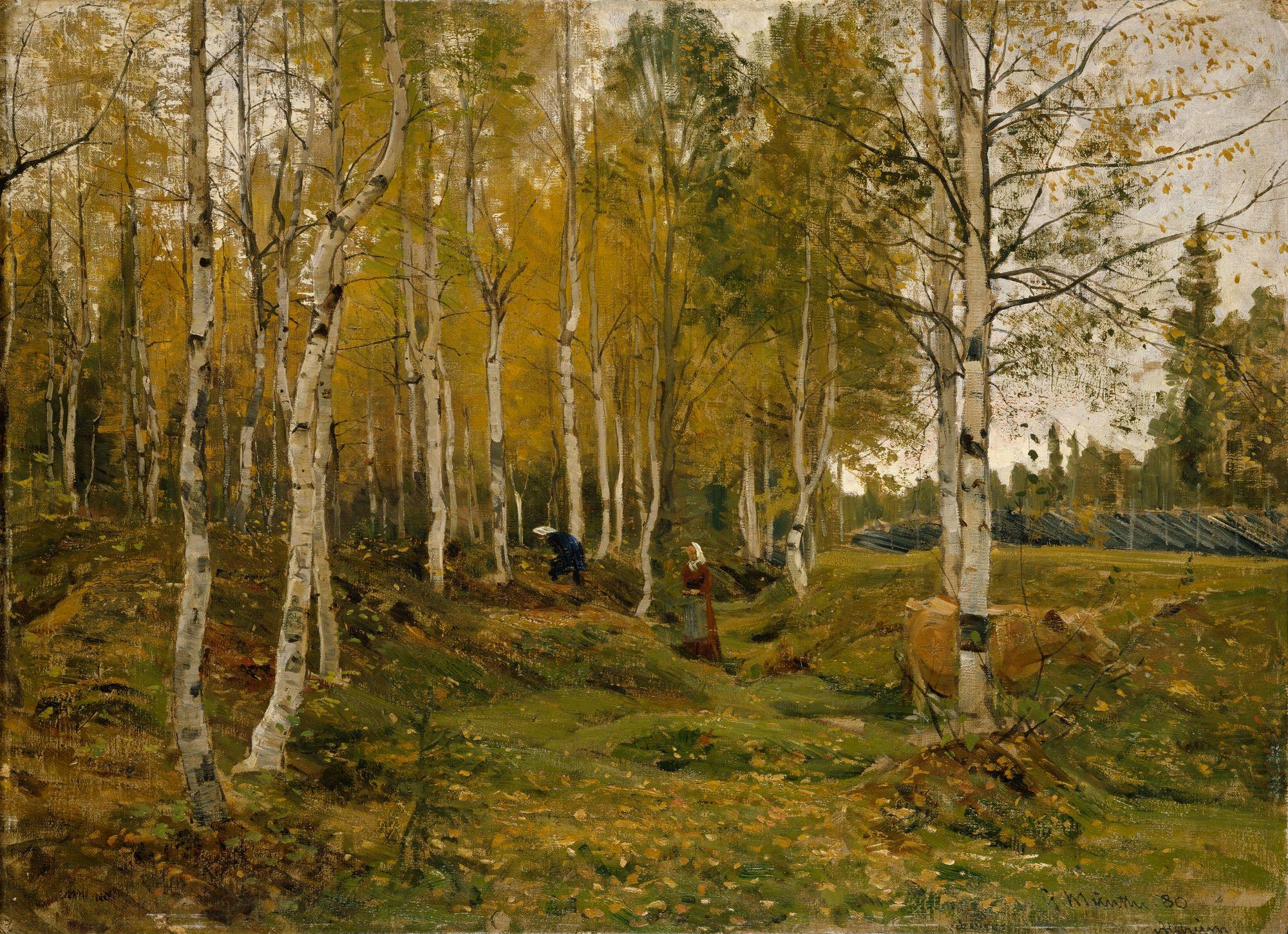
Nyírfák ősszel (1880)
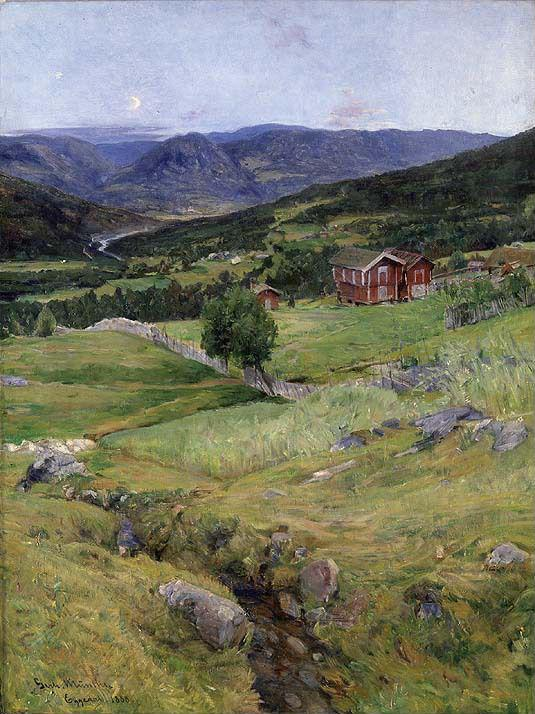
Este Eggedalban (1888)
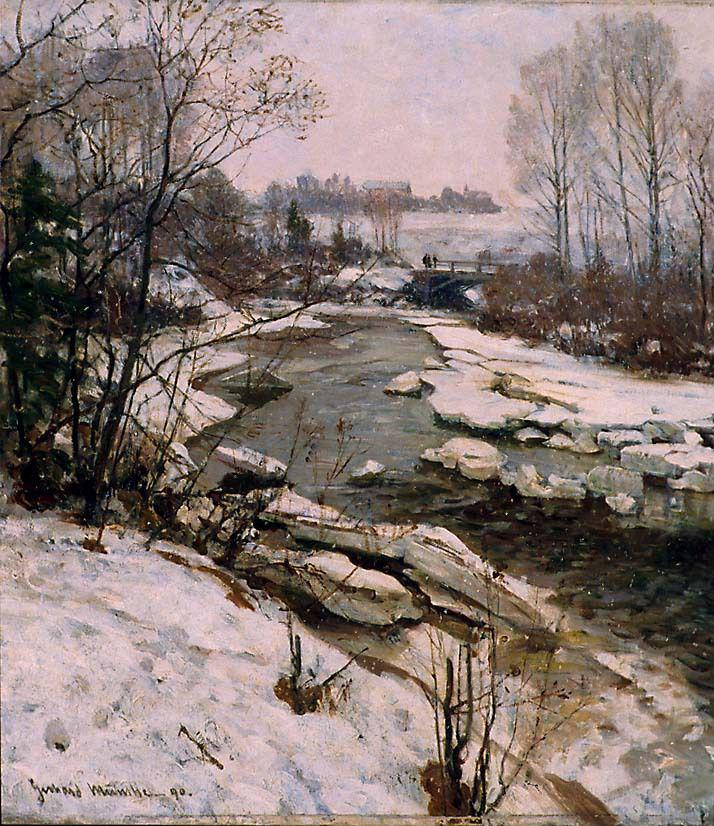
Márciusban (1890)
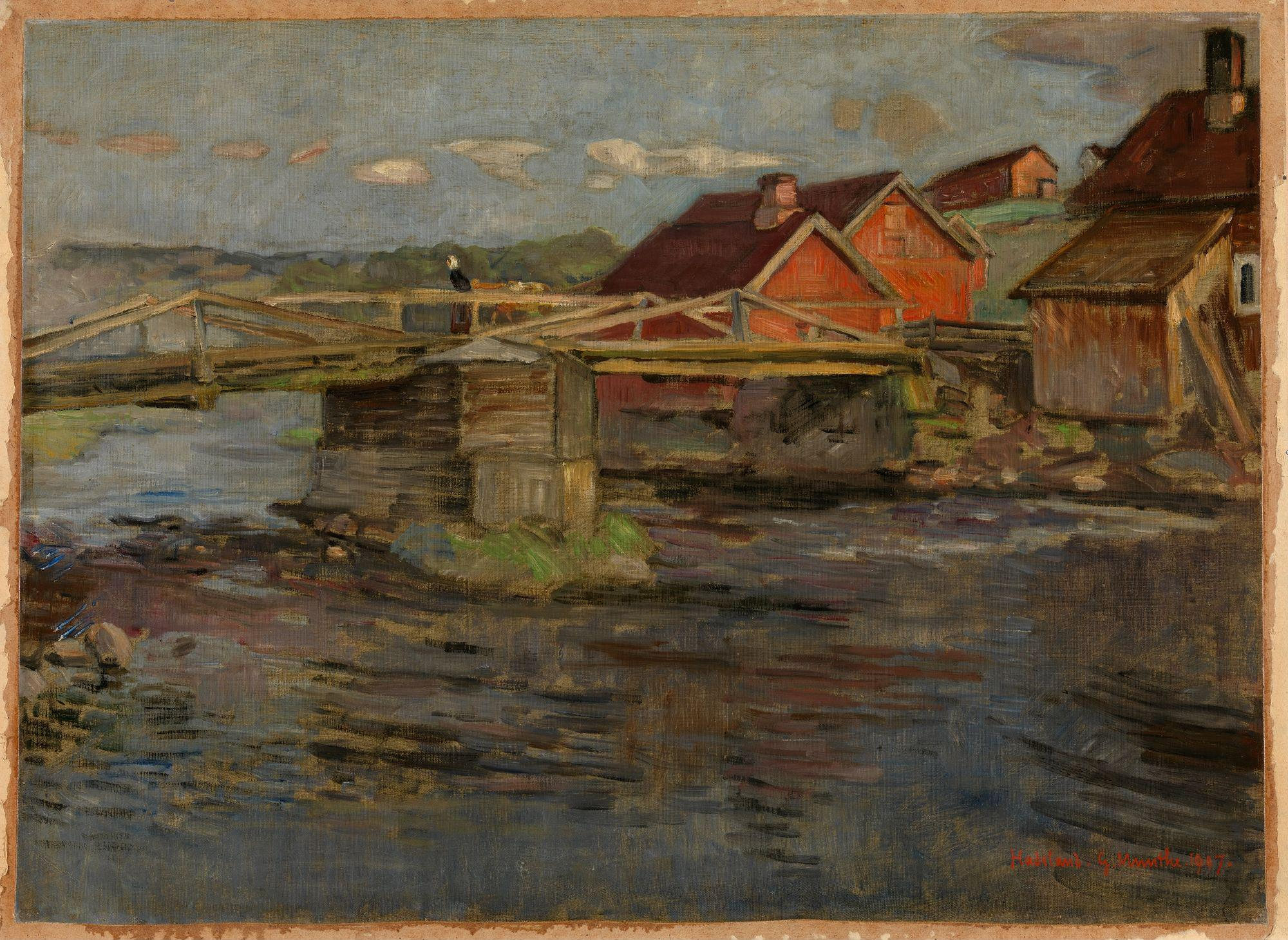
Kora reggel (1897)

## Fordítás
- Ez a szócikk részben vagy egészben  a   Gerhard Munthe (painter) című angol Wikipédia-szócikk fordításán alapul.  Az eredeti cikk szerkesztőit annak laptörténete sorolja fel. Ez a jelzés csupán a megfogalmazás eredetét és a szerzői jogokat jelzi, nem szolgál a cikkben szereplő információk forrásmegjelöléseként.